# کیمبرلی هیل
کیمبرلی هیل (انگلیسی: Kimberly Hill؛ زادهٔ ۳۰ نوامبر ۱۹۸۹) بازیکن والیبال اهل ایالات متحده آمریکا عضو تیم ملی والیبال زنان ایالات متحده آمریکا و باشگاه است. هیل در قهرمانی جهان ۲۰۱۴ درخشید و به عنوان باارزش‌ترین بازیکن مسابقات انتخاب شد و به همراه تیم ملی آمریکا مدال طلا را کسب کرد.